# Minto, New South Wales
Minto este o suburbie în Sydney, Australia.